# FA-cupfinalen 1965
FA-cupfinalen 1965 spelades den 1 maj 1965 på Wembley Stadium. Det var 93:e året finalen spelades sedan starten, men den 84:e finalen (på grund av uppehållet vid världskrigen) samt den 37:e att spelas på Wembley. Den spelades mellan Liverpool, som vunnit ligamästerskapet året innan men förlorat sina två tidigare FA-cupfinaler (FA-cupfinalen 1914 och FA-cupfinalen 1950), och Leeds United, som vunnit division 2 och därmed uppflyttning säsongen innan men som spelade sin första FA-cupfinal. Tre säsonger tidigare hade Leeds varit endast en match från att bli nedflyttade till division 3, så deras andraplacering i ligan samt bedriften att nå sin första FA-cupfinal samma säsong var en anmärkningsvärd prestation, vilket också uppmärksammades i finalens matchprogram.
Matchen dominerades av Liverpool men de hade svårt att omsätta sitt spelövertag i mål. Liverpool vann dock rättvist med 2-1 efter förlängning då ställningen i matchen varit 0-0 vid ordinarie speltids slut. 
Detta var också första gången som en färgad spelare genom Albert Johanneson i Leeds, deltog i en FA-cupfinal.

## Matchsummering
Utgången i finalen, den 20:e finalen efter kriget, var på förhand oviss. Med fjolårets (1963/64) meriter som grund skulle Liverpool såsom ligamästare varit favoriter, medan Leeds spelade i och vann Division 2. Baserat på resultaten under säsongen (1964/65) så talade mycket för Leeds, dels hade Leeds slutat tvåa i ligan därn Liverpool enbart blivit sjua, dels hade Leeds i semifinalen slagit ut ligamästarna Manchester United. 
Matchen är också ihågkommen genom att det var första gången som en färgad spelare genom Leeds vänsterytter Albert Johanneson deltog i en FA-cupfinal.
Liverpool inledde matchen bäst, laget hade rutin inte bara från tre års spel i division 1 utan även ett år med europeisk cupfotboll, och spelade med självförtroende, finess och fantasi.  Leeds, med ett mycket ungt lag som saknade erfarenhet från matcher av det här slaget, spelade stelt och spelarna var märkbart tyngda av stunden allvar. Laget kom ofta på mellanhand, defensivt var Leeds dock mycket starka, men de saknade tyngd och fantasi i anfallsspelet, då de drog sig tillbaka för djupt och anfallsspelet därmed blev begränsat till långbollar där Peacock stångades ensam mot övermäktigt motstånd. Mittfältsduon med Collins och Bremner fungerade inte som normalt utan deras djupledspassningar i mitten fångades enkelt upp av Yeats och Tommy Smith i Liverpools försvar. 
Liverpool, å andra sidan, dominerade och styrde spelet och gick konstant framåt, där speciellt St. John och Hunt utstrålade kraft och energi och varje anfall såg farligt ut, men där Leeds dock till slut lyckades avvärja. Leeds målvakt Sprake gjorde en strålande match och höll sitt lag kvar i matchen genom ett flertal kvalificerade räddningar och ställningen i matchen var därmed 0-0 vid den ordinarie speltidens slut (90 minuter) och förlängning fick tillgripas.
Tre minuter in i förlängningen så spräcktes slutligen dödläget och det var Liverpool som gjorde målet. Vänsterbacken Gerry Byrne, som spelade större delen av matchen med ett brutet nyckelben, drev ned bollen mot kortlinjen och slog ett inlägg som Hunt nickade i mål för 1-0. Men det dröjde inte länge innan Leeds överraskande utjämnade till 1-1 på ett av lagets fåtaliga riktiga anfall i matchen, Charlton nickade ned en hög boll till Bremner som sköt bollen otagbart i krysset på halvvolley. Tre minuter senare avgjorde dock Liverpool finalen då St. Johns slängde sig och nickade in 2-1 på Callaghans låga inlägg från höger.
Det blir inga fler mål i matchen utan Liverpool vinner med 2-1 och blir därmed FA-cup mästare 1965.

## Matchfakta
|           | 1 maj 1965 | Liverpool              | 2 – 1(e.f.)       | Leeds United | Wembley Stadium, London             |                                     |
| 16:00 CET | 16:00 CET  | Hunt 93′ St. John 113′ | (0 – 0) (Rapport) | Bremner 100′ | Publik: 100 000 Domare: W. Clements | Publik: 100 000 Domare: W. Clements |
| 16:00 CET | 16:00 CET  |                        |                   |              | Publik: 100 000 Domare: W. Clements | Publik: 100 000 Domare: W. Clements |
| 16:00 CET | 16:00 CET  |                        |                   |              | Publik: 100 000 Domare: W. Clements | Publik: 100 000 Domare: W. Clements |

| Liverpool | Leeds United |

| LIVERPOOL:   |    |                   |
|              |    |                   |
| MV           | 1  | Tommy Lawrence    |
| HB           | 2  | Chris Lawler      |
| VB           | 3  | Gerry Byrne       |
| MF           | 4  | Geoff Strong      |
| CH           | 5  | Ron Yeats         |
| MF           | 6  | Willie Stevenson  |
| HY           | 7  | Ian Callaghan     |
| FW           | 8  | Roger Hunt 93′    |
| FW           | 9  | Ian St. John 113′ |
| CH           | 10 | Tommy Smith       |
| VY           | 11 | Peter Thompson    |
| Manager:     |    |                   |
| Bill Shankly |    |                   |

| LEEDS UNITED: |    |                    |
|               |    |                    |
| MV            | 1  | Gary Sprake        |
| HB            | 2  | Paul Reaney        |
| VB            | 3  | Willie Bell        |
| MF            | 4  | Billy Bremner 100′ |
| CH            | 5  | Jack Charlton      |
| CH            | 6  | Norman Hunter      |
| MF            | 7  | John Giles         |
| FW            | 8  | Jim Storrie        |
| FW            | 9  | Alan Peacock       |
| MF            | 10 | Bobby Collins      |
| VY            | 11 | Albert Johanneson  |
| Manager:      |    |                    |
| Don Revie     |    |                    |

| MATCH REGLER - 90 minuter. - 30 minuter extratid om det är oavgjort vid full tid - Omspel om det fortfarande är oavgjort efter extratiden. |

## Vägen till  Wembley

### Liverpool
| 3:e omgången 9 jan 1965 | West Bromwich Albion | 1 - 2      | Liverpool | The Hawthorns |  |  |
| 15:00 BST               |                      | [ Rapport] |           | Publik:       |  |  |
|                         |                      |            |           |               |  |  |

| 4:e omgången 30 jan 1965 | Liverpool | 1 - 1      | Stockport County | Liverpool              |  |  |
| 15:00 GMT                |           | [ Rapport] |                  | Arena: Anfield Publik: |  |  |
|                          |           |            |                  |                        |  |  |

| 4:e omgången (omspel) 3 feb 1965 | Stockport County | 0 - 2   | Liverpool | Stockport                   |  |  |
| 20:00 GMT                        |                  | Rapport |           | Arena: Edgeley Park Publik: |  |  |
|                                  |                  |         |           |                             |  |  |

| 5:e omgången 20 feb 1965 | Bolton Wanderers | 0 - 1      | Liverpool | Bolton                      |  |  |
| 15:00                    |                  | [ Rapport] |           | Arena: Burnden Park Publik: |  |  |
|                          |                  |            |           |                             |  |  |

| 6:e omgången 6 mar 1965 | Leicester City | 0 - 0      | Liverpool | Leicester                     |  |  |
| 15:00 BST               |                | [ Rapport] |           | Arena: Filbert Street Publik: |  |  |
|                         |                |            |           |                               |  |  |

| 6:e omgången (omspel) 10 mar 1965 | Liverpool | 1 - 0      | Leicester City | Liverpool              |  |  |
| 15:00 BST                         |           | [ Rapport] |                | Arena: Anfield Publik: |  |  |
|                                   |           |            |                |                        |  |  |

| semifinal 27 mar 1965 | Liverpool | 2 - 0      | Chelsea | Birmingham                |  |  |
| 15:00 BST             |           | [ Rapport] |         | Arena: Villa Park Publik: |  |  |
|                       |           |            |         |                           |  |  |

### Leeds United
| 3:e omgången 9 jan 1965 | Leeds United                             | 3–0        | Southport FC | Elland Road    |  |  |
| 15:00                   | Greenhoff 26′ Johanneson 81′ Johnson 89′ | [ Rapport] |              | Publik: 31 297 |  |  |
|                         |                                          |            |              |                |  |  |

| 4:e omgången 30 jan 1965 | Leeds United | 1–1        | Everton FC           | Elland Road    |  |  |
| 15:00                    | Storrie 58′  | [ Rapport] | Pickering 64′ (str.) | Publik: 50 051 |  |  |
|                          |              |            |                      |                |  |  |

| 5:e omgången, omspel 2 feb 1965 | Everton FC    | 1–2        | Leeds United            | Goodison Park  |  |  |
| 15:00                           | Pickering 83′ | [ Rapport] | Charlton 73′ Weston 80′ | Publik: 65 940 |  |  |
|                                 |               |            |                         |                |  |  |

| 5:e omgången 20 feb 1965 | Leeds United | 2–0        | Shrewsbury Town FC | Elland Road    |  |  |
|                          |              | [ Rapport] |                    | Publik: 47 740 |  |  |
|                          |              |            |                    |                |  |  |

| 6:e omgången 10 mar 1965 | Crystal Palace FC | 0–3        | Leeds United                 | Selhurst Park  |  |  |
| 15:00                    |                   | [ Rapport] | Peacock 58′, 68′ Storrie 73′ | Publik: 45 384 |  |  |
|                          |                   |            |                              |                |  |  |

| Semifinal 27 mar 1965 | Leeds United | 0–0 (e fl) | Manchester United FC | Hillsborough Stadium |  |  |
|                       |              | Rapport    |                      | Publik: 65 500       |  |  |
|                       |              |            |                      |                      |  |  |

| Semifinal, omspel 31 mar 1965 | Leeds United | 1–0     | Manchester United FC | City Ground    |  |  |
|                               | Bremner 90′  | Rapport |                      | Publik: 46 300 |  |  |
|                               |              |         |                      |                |  |  |